# Unione Territoriale Intercomunale Medio Friuli
L'Unione Territoriale Intercomunale Medio Friuli è stato un ente amministrativo e territoriale istituito nel 2016, contestualmente alla cessazione delle province della regione Friuli-Venezia Giulia. È stata soppressa nel 2020 ai sensi della legge regionale 21/2019. Occupa una posizione mediana all'interno della pianura friulana.
| Stemma | Comune                 | Popolazione | Superficie | Altitudine |
| ------ | ---------------------- | ----------- | ---------- | ---------- |
|        | Basiliano              | 5 290       | 43,05      | 122,88     |
|        | Bertiolo*              | 2 418       | 92,75      | 33         |
|        | Camino al Tagliamento* | 1 577       | 22,32      | 32         |
|        | Castions di Strada*    | 607         | 32,84      | 23         |
|        | Codroipo*              | 16 098      | 75         | 214        |
|        | Lestizza               | 3 709       | 34,32      | 24         |
|        | Mereto di Tomba        | 2 544       | 27,30      | 98         |
|        | Mortegliano*           | 4 909       | 30         | 41         |
|        | Sedegliano             | 3 966       | 43         | 30         |
|        | Varmo                  | 2 710       | 34         | 18         |

(*) I comuni contrassegnati non hanno mai sottoscritto lo statuto della relativa unione territoriale di appartenenza.